# Mall Stålhammar
Mall Stålhammar, född Mölder 3 mars 1943 i Tallinn, död 26 december 2020 i Göteborg, var en svensk språkvetare, fackboksförfattare och professor i engelska vid Göteborgs universitet.

## Biografi
Mall Stålhammar föddes 1943 i Tallinn och kom som flykting till Sverige 1944, tillsammans med sina föräldrar. Därefter växte hon upp i Göteborg. Hon disputerade 1977 med en avhandling om William Goldings bildspråk och var därefter verksam som språkforskare och populärvetenskaplig författare, inom ämnena metaforer, översättning och engelskans påverkan på svenskan.
Åren 1966–1987 var hon gift med Daniel Stålhammar.